# Buick (Colombie-Britannique)
Pour l’article homonyme, voir Buick.
Buick est une communauté du nord-est de la Colombie-Britannique.